# Santa Maria de Navarcles
Santa Maria és l'església parroquial al poble de Navarcles (el Bages) construïda a finals del s. XVII sobre una anterior església romànica dedicada a Santa Maria. La referència més antiga d'aquesta església romànica és de l'any 1050, en el testament del militar Sunyer de Randulf, on llegà al seu fill Bernat “la iglésia de Santa Maria de Navarcles”. És una obra protegida com a bé cultural d'interès local.

## Arquitectura
Església de planta rectangular, amb coberta a dues vessants, amb un campanar de secció quadrada adossat al costat de llevant. La torre del campanar, que acaba en terrat amb balustrada de pedra, és aixecada amb carreus de grans dimensions, així com les cantoneres i obertures de l'església. La façana, molt austera, té una portalada amb decoracions barroques de motius vegetals, un frontó trencat i pilastres clàssiques. Sobre la portalada, un ull de bou i al damunt, tres petites obertures. No és un edifici aïllat sinó que es troba immers en el conjunt del carrer per la qual cosa té edificacions a banda i banda. Una doble escalinata dona accés a la portalada.
Hi ha una nau central i dues naus laterals més estretes que la central. Fa 27,70 metres de llargada, 16,5 metres d'ampla i 11 metres d'alçada. A cada nau lateral hi ha quatre altars, cadascun d'un estil diferent, però al capdamunt de cada arcada hi ha l'any que ens indica quan es va realitzar. Les capelles de la nau lateral que queda a la banda sud, començant per la més propera a l'altar major és del 1774 i està dedicat a Sant Sebastià; el següent data de 1703 i estava dedicat al Crucifix i a Sant Valentí, però al s. XX es va dedicar a Sant Isidre i Santa Llúcia; el tercer altar es va fer el 1690 i estava dedicat a Sant Miquel, patró dels paraires, però quan al s. XIX van desaparèixer es va dedicar a Sant Antoni de Pàdua; i l'últim, el més allunyat de l'altar major es va construir el 1720 i no se'n coneix l'advocació, a més a més al s. XIX es va construir un magatzem damunt de l'antic cementiri i aquest altar va perdre la funció de capella, ja que s'hi va obrir una porta.
Les capelles de la nau lateral que queda a la banda nord, començant per la més propera a l'altar major no hi ha la data de construcció ni tampoc se sap l'advocació que tenia; la següent es va obrir el 1775; la següent es va obrir el 1663 essent la més antiga i estava dedicada a la Verge del Roser; l'última va ser construïda pels amos del mas de Solervicenç l'any 1706 i van dedicar l'altar a Sant Joan Baptista. Durant la Guerra Civil aquesta última capella va ser cremada i quan es va reconstruir es va dedicar a la Mare de Déu de Montserrat. Cal puntualitzar que al llarg dels anys algunes advocacions dels altars van canviar.
El campanar de Navarcles continua tenint l'estructura barroca original, tot i les reformes que s'hi han fet al llarg dels anys. s'hi aprecien les característiques barroques en la seva simetria, l'amplada dels murs d'est i oest és de 4,8 metres cadascun, els murs de nord i sud també són simètrics, amb una amplada de 5,4 metres cadascun. Els sis arcs de les finestres són de mig punt i estan disposats en paral·lel. També trobem característiques barroques en la barana superior i els quatre poms que la guarneixen. L'alçada de tot el conjunt eclesiàstic és de 26 metres respecte al nivell del terra.

## Història
L'església parroquial actual es va aixecar substituint una de més antiga, localitzada al mateix indret i documentada des del segle x. L'augment de població de Navarcles va fer que a la segona meitat del segle xvii s'iniciessin les obres d'ampliació. La reconstrucció de l'església va començar cap a l'any 1690 i es va allargar fins a mitjan segle xviii (1760 aproximadament). Aprofitant la visita del Bisbe a Navarcles l'any 1690 es presentà un memorial demanant de canviar de lloc l'altar major i el portal, fer una nova capella i beneir-la juntament amb l'altar major. Així és com a finals del s. XVII desapareix totalment l'anterior església.
Al llarg del segle xviii es va anar ampliant: el 1741 es col·locà un rellotge al campanar, cap al 1750 s'acabà el presbiteri i la sagristia, al 1842 es construeix l'escala exterior de pedra i al 1857 s'afegeix la barana de ferro. L'any 1879 es va construir un baptisteri en un racó buit que hi havia al costat de l'escala. Actualment no existeix, ja que en el seu lloc s'hi ha posat un ascensor per millorar l'accessibilitat. Les obres, executades per etapes, s'acabaren el 1767, quan la compra d'una casa va permetre la construcció del presbiteri i la sagristia. L'any 1893 s'inaugurà la capella fonda.
El campanar s'inicià a la segona meitat del segle xvii. El contracte es signà el 1690, estipulant que havia de tenir 11 canes d'alt. Finalment s'acabà el 1696 amb una alçada de 12 canes. Amb la reconstrucció de l'església i els canvis d'orientació que s'hi van fer, el campanar anterior va desaparèixer i se'n construí un de nou. El campanar va ser i encara és actualment l'edifici més alt del municipi. Fa 20 metres contant a partir del paviment de l'església. El nou campanar d'estil barroc, fou consagrat el 1697. L'any 1741 es van instal·lar dues campanes i un rellotge. Durant la Guerra Civil el campanar va ser utilitzat com a torre de control de l'Exèrcit Republicà. Van treure dues de les antigues campanes, que es van fondre per fer-ne material bèl·lic, i es va deixar només la que tocava les hores. L'Església de Santa Maria també es va veure afectada pels canvis de la guerra, ja que va esdevenir un centre d'atenció sanitària per a malalts i refugiats. Va perdre part del material de culte i de la decoració interior : es van cremar els sants, els bancs i l'arxiu parroquial.